# Consagració d'una església
|  | Per a altres significats, vegeu «Consagració (desambiguació)». |

La consagració d'una església és, al cristianisme, un tipus solemne de dedicació, és a dir, de destinació de l'edifici al culte diví, amb un ritual més complex que la simple benedicció.
Segons un decret del Concili de Trent, no es pot celebrar una missa en un lloc que no hagi estat dedicat prèviament. En el cas de les parròquies i catedrals, és a dir, els temples principals de cada jurisdicció, s'estableix que la dedicació sigui solemne (en altres esglésies i oratoris, n'hi ha prou amb la benedicció, però també poden ésser consagrats).
La consagració destina el temple a l'ús en el culte i en prohibeix fer-lo servir per a usos profans. És un ritu reservat als bisbes, que ungeix solemnement l'edifici amb crisma, amb un ritual prescrit, i dedica l'edifici al servei de Déu in perpetuum, expulsant-ne la influència maligna del dimoni i afavorint la comunicació del fidel amb la divinitat. L'edifici consagrat conserva sempre el seu caràcter sagrat, i només el pot perdre si és enderrocat, cremat o reconstruït en la seva majoria; per tant, no podria, si no és deconsagrat, fer-se servir per a altres usos profans.
Com la dedicació genèrica, es remunta als temps bíblics i apostòlics. El ritu actual data, en la seva litúrgia, del segle ix-X, quan es distingeix de la simple benedicció.
El ministre que consagra és el bisbe de la diòcesi on és el temple, que pot, però, delegar en un bisbe diferent perquè ho faci: aquest permís del bisbe titular és imprescindible perquè la consagració que faci un altre sigui vàlida. Un prevere només podria fer aquesta cerimònia amb una delegació directe del Papa. Per consagrar el temple cal consagrar-ne un altar fix, normalment l'altar major. Si aquest ja ha estat consagrat abans, es consagra llavors un altre del mateix temple; si tots ho haguessin estat ja, cal un indult especial de la Santa Seu per tornar a consagrar el temple. La cerimònia de consagració de l'altar i el temple han d'ésser fetes pel mateix bisbe.
El ritu consisteix en la pregària, aspersió d'aigua beneïda i benedicció de l'altar, i la unció amb crisma de l'altar i de les dotze creus que hi haurà als murs interiors del temple (pintades, o fixades, però llavors han de ser de pedra o metall, no de fusta o materials fràgils, ja que no han de treure-se'n; sota cadascuna d'elles ha d'haver-hi una espelma o llum) amb la fórmula: "Sancificetur et consecretur hoc templum" ("Sigui santificat i consagrat aquest temple"). El bisbe ha de poder passar tot al voltant del temple; si no pot ser, cal demanar un permís especial per a la consagració.
Pot fer-se qualsevol dia de l'any, però es prefereix els diumenges. Aquell dia serà, a la jurisdicció (parròquia, diòcesi, etc.) la festivitat de la dedicació. El dia d'abans, el bisbe que consagrarà el temple, col·locarà en un reliquiari les relíquies (n'hi ha prou amb la d'un sant o màrtir) que s'hagin de posar sota l'altar, tres grans d'encens i un escrit en pergamí que doni fe de l'acte. El reliquiari es deixa en una urna o tabernacle d'un altar d'una església o oratori proper, o en la sagristia del nou temple, entre dues espelmes que seran enceses durant tota la nit. Als resos de l'ofici diví del dia de la consagració previs a la cerimònia es cantarà l'ofici propi del sant les relíquies del qual es posen a l'altar.

## Ritual
En començar l'ofici de consagració, s'encenen les espelmes sota les dotze creus dels murs. El bisbe i els clergues van llavors al lloc on hi ha les relíquies des de la nit d'abans, quedant llavors el temple a càrrec d'un diaca. Mentrestant, es reciten els set salms penitencials. El bisbe, fora del temple i a la seva entrada principal, beneeix l'aigua i fa tres voltes completes al voltant del temple. Al primer tomb, aspergeix la part superior dels murs; al segon, la part baixa i al tercer, al nivell del seu cap. Després de cada tomb, el bisbe es deté a la porta i la colpeja amb l'extrem del bàcul dient "Obriu les vostres portes, prínceps, i obriu-vos vosaltres, portes eternes, i el Rei de Glòria hi entrarà". Cada cop, el diaca, des de dintre, respondrà: "Qui és el Rei de Glòria?", i el bisbe respondrà al seu torn: "El Senyor, fort i poderós, el Senyor poderós en la batalla". Al tercer cop, dirà: "El Senyor dels Exèrcits, ell és el Rei de Glòria". La triple aspersió simbolitza la triple immersió al baptisme i la consagració de l'ànima com a temple espiritual de Déu.
Llavors el bisbe i el seu seguici entren al temple, deixant els clergues i els fidels fora, i la porta es tanca. El cor canta el Veni, Creator Spiritus i es canta o recita la lletania dels sants. Mentre es canta el Benedictus, el bisbe traça amb l'extrem del bàcul, en unes cendres a terra, l'alfabet grec, començant pel costat esquerre de la porta de l'església i seguint fins al costat de la dreta més proper a l'altar. A continuació, de la mateixa manera, traça l'alfabet llatí, començant pel costat dret més proper a la porta i acabant a l'esquerre vora l'altar. Això simbolitza la formació i instrucció donades als batejats en la fe i la pietat. Les dues línies es travessen i formen una creu, emblema de Crist, i els alfabets simbolitzen els jueus (el grec) i els gentils: els primers foren cridats en primer lloc a la fe cristiana, per això s'escriu primer en grec.
El bisbe beneeix llavors l'aigua gregoriana, mescla d'aigua, sal, cendres i vi, usada des dels temps de Gregori I. Llavors va cap a la porta principal i amb la punta del bàcul mullada en aquesta aigua traça una creu a la part de dalt i a la de baix de la porta. L'aigua simbolitza les purificacions i sacrificis del poble jueu; el vi, simbolitza la sang. La creu a la porta, la redempció de l'església que farà que el mal quedi al defora.
El bisbe traça llavors, amb l'aigua gregoriana, cinc creus a l'altar i l'aspergeix set cop, donant set tombs al voltant mentre canta el Miserere. Aspergeix després els murs interiors de l'església tres cops: primer la part baixa, després al nivell de la cara i finalment, la part superior. Finalment, aspergeix el terra de l'església fent una creu, passant de l'altar al centre de l'església. Des d'aquí aspergeix, només amb un cop de mà cada cop, el terra que hi ha davant seu, darrere, a l'esquerra i a la dreta.
El bisbe, els clergues i els laics van llavors al lloc on hi ha les relíquies i les porten en processó solemne al temple. Abans d'entrar-hi, fan una volta al temple, mentre es diu "Senyor, tingueu pietat de nosaltres". De nou a la porta de l'església, el bisbe exhorta al poble i al fundador de l'església. Un clergue llegeix dos decrets del pontifical del Concili de Trento. El bisbe ungeix amb crisma, tres cops, el pilar de cada banda de la porta, i només llavors entren al temple els laics i els clergues. Té lloc aleshores la consagració de l'altar.
Finalment, les dotze creus de l'interior s'ungeixen amb el crisme i són encensades pel bisbe. Les robes i els vasos de l'altar i els ornaments del temple són beneïts i es diu una missa celebrada pel bisbe. Si aquest és gran, pot concelebrar-la un altre prevere. Al final de la missa, es publica una indulgència d'un any, que pot guanyar qui visiti l'església el mateix dia de la consagració.

### Consagració de l'altar
Quan les relíquies s'han entrat al temple, el bisbe ungeix amb crisma, a les quatre cantonades, la cavitat de l'altar on es dipositaran, i les hi col·loca i les encensa. Ungeix amb crisma la cara interior de la cobertura de la cavitat i hi posa ciment beneït i la insereix a sobre la cavitat, tancant-la. Llavors ungeix la part superior i encensa l'altar. Primer, a cada costat: dret, esquerre, davant i per sobre, mentre el cor canta Stetit angelus; després fent una creu sobre l'altar, al mig i als quatre cantons; finalment, fent tres voltes a l'altar. Al tercer cop, l'encenser passa a mans d'un prevere que, fins al final de la consagració, continua voltant l'altar mentre l'encensa. L'encens simbolitza la flaire de la pregària que puja al cel, i les pregàries recitades són símbols de la gràcia rebuda de l'Esperit Sant, que descendeix sobre l'altar.
El bisbe llavors ungeix la taula de l'altar al mig i als quatre cantons, dos cops amb l'oli dels catecúmens i un tercer cop amb el crisma. Després de cada unció fa una volta a l'altar, encensant-lo: els dos primers cops passant pel costat de l'epístola (el dret mirant cap a l'altar des de la nau) i el tercer cop al costat de l'evangeli.
Finalment, estén sobre la taula l'oli dels catecúmens i el crisma barrejats, amb la mà dreta, mentre el cor canta l'antífona.